# Diego López García
Diego López García (Sevilla, 22 de febrero de 1875 -ibídem, 23 de junio de 1969) fue un pintor español. Su obra es de estilo realista con técnicas de la pintura impresionista.

## Biografía

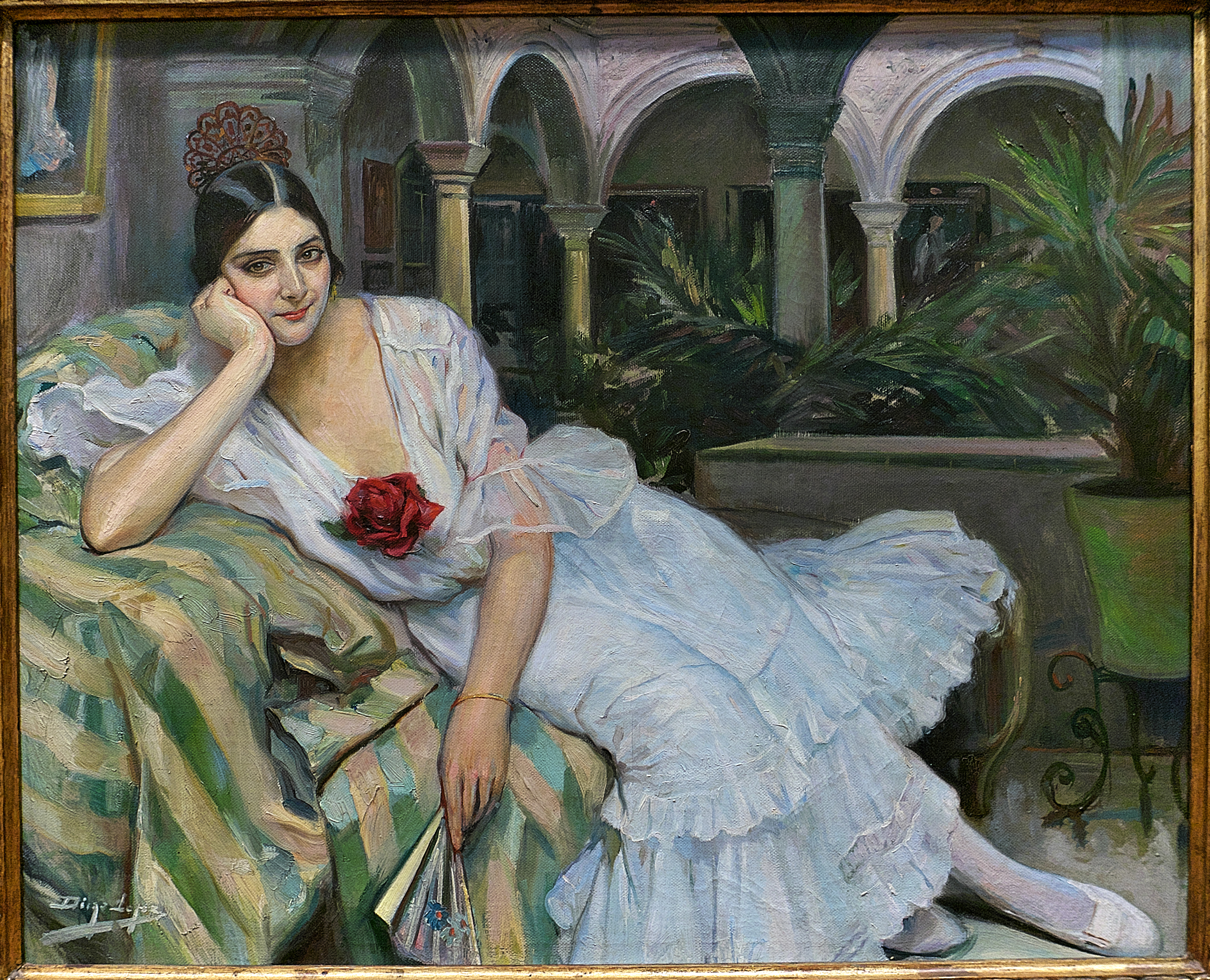
Sevillana en su patio

Su padre, Diego López, era de Munilla. Su madre, Josefa de la Concepción, era de Pruna. Eran una familia de clase media. Fue bautizado en la iglesia del Salvador el 25 de febrero como Diego Francisco Pascio de la Purísima Concepción. Su madre, maestra, le inculcó el valor del arte. En 1886 ingresó en la Escuela de Bellas Artes de Sevilla. Entre sus profesores estuvieron Eduardo Cano, Fernando Tirado y José Gestoso. También mantuvo relación con el pintor costumbrista José García Ramos. Terminó sus estudios en 1894.
En 1894 falleció su padre y recurrió a hacer retratos para tener ingresos. En 1896 y 1897 fue ilustrador en el periódico El Orden. Fue socio del Ateneo de Sevilla desde diciembre de 1896 a julio de 1916.
En 1902 el Ayuntamiento de Sevilla escogió un boceto suyo como cartel para las Fiestas de Primavera. En 1902 fue a Argentina para participar en la Exposición de Pintura Española en Buenos Aires, organizada por José Pinelo. En 1903 regresó a Buenos Aires para participar en el XII certamen de arte español, organizado por José Artal.
A partir de 1906 pasó largas temporadas en Madrid, donde situó un taller de pintura cerca del Museo del Prado, que visitaba habitualmente. El conde de Agüera, que admiraba su obra, le introdujo en los círculos sociales madrileños. Entre las personalidades que conoció estaba el escritor Ramón María del Valle Inclán. El entonces presidente del Tribunal Supremo, José María Ortega Morejón, introdujo a Diego a los círculos monárquicos de la capital. Por esto, Alfonso XIII conoció las obras de este autor, que visitó algunas veces el palacio.
En 1907 visitó Londres para exponer en la galería Donlieri. En esta visita le interesaron los cuadros de los artistas británicos del siglo XVIII.
En 1908 el Ayuntamiento de Sevilla escogió de nuevo una obra suya para el cartel de las Fiestas de Primavera. En 1909 fue a los lugares que frecuentaba la alta sociedad de San Sebastián y en 1910 hizo lo mismo por la Costa Azul francesa y Montecarlo. En 1910 se integró en el grupo de pintores españoles que participó en la Exposición del I Centenario de la Independencia de México, en México D.F.. Ese mismo año fue un socio fundador de la Asociación de Pintores y Escultores. Esta asociación estaba presidida por Eduardo Chicharro y a ella pertenecían, entre otros, Lorenzo Coullaut Valera, Manuel Delgado Brackenbury, José Pinelo Llull y Francisco Sacha. En 1911 regresó a Montecarlo para pintar sus ambientes lujosos.
En los años posteriores visitó Alemania y Rusia. A su regreso a Sevilla una baronesa alemana se presentó en su estudio para encargarle, por petición de Guillermo II, una reproducción de la Virgen de la Servilleta de Bartolomé Esteban Murillo. En 1913 viajó a Uruguay. En 1916 viajó dos veces a los Estados Unidos. A partir de entonces no volvió a viajar fuera de España. En 1916 se desplazó a Madrid para hacer un retrato de Alfonso XIII para un español residente en La Habana, aunque él no visitó Cuba.
Adquirió un caserón realizado en 1912 por José Gómez Millán en la calle Gerona, número 9, de Sevilla. En 1917 se casó con María Palma de Gracia, nacida en Málaga y viuda de un comerciante de Villoslada. Mantuvo una amistad estrecha con el pintor Virgilio Mattoni, a quien llegó a pedir prestados materiales para su taller. Se relacionó con Joaquín Sorolla cuando visitaba Sevilla e incluso tuvieron un mismo modelo: una chica llamada María. María aparece en el cuadro de Diego titulado Sevillana en su patio (1918).
En los años 40 y 50 empezó a pintar solamente para él mismo y dejó de participar habitualmente en exposiciones. En 1956 falleció su esposa. En 1957 se mudó a la que sería su última casa, en la calle Serrano Ortega, número 19. Ese mismo año donó 20 cuadros a la Real Academia de Bellas Artes de Santa Isabel de Hungría. En un periodo de cierta apatía, empezó a gastarse el dinero de la herencia de María Palma y vendió su casa de la calle Gerona, número 9, por 1.600.000 pesetas. Vivió con la hija de la prima de María Palma, Josefa Jiménez.

## Exposiciones
Estuvo presente en las ediciones de la Exposición Nacional de Bellas Artes de 1906, 1908, 1910, 1912, 1917, 1920, 1922, 1924, 1926, 1930 y 1932. En la de 1906 obtuvo la Medalla Honorífica y en 1908 la Medalla de Tercera Clase. Estuvo presente en las exposiciones del Ateneo de Sevilla de 1897, 1904, 1911, 1916 y 1959. También participó en las exposiciones benéficas por los repatriados de África de 1916 y por los soldados de África de 1921.
Otras exposiciones en las que estuvo presente fueron la Exposición de Bellas Artes organizada por la Real Sociedad Económica Sevillana de Amigos del País de 1892, la Exposición Nacional de Pintura organizada por la Sociedad Juventud Artística de Huelva de 1918, en la exposición en la Sala de las Cuatro Calles de Madrid de 1915 y en la exposición de pintura sevillana del siglo XIX organizada por el Círculo Mercantil de Sevilla en 1968.

## Obra

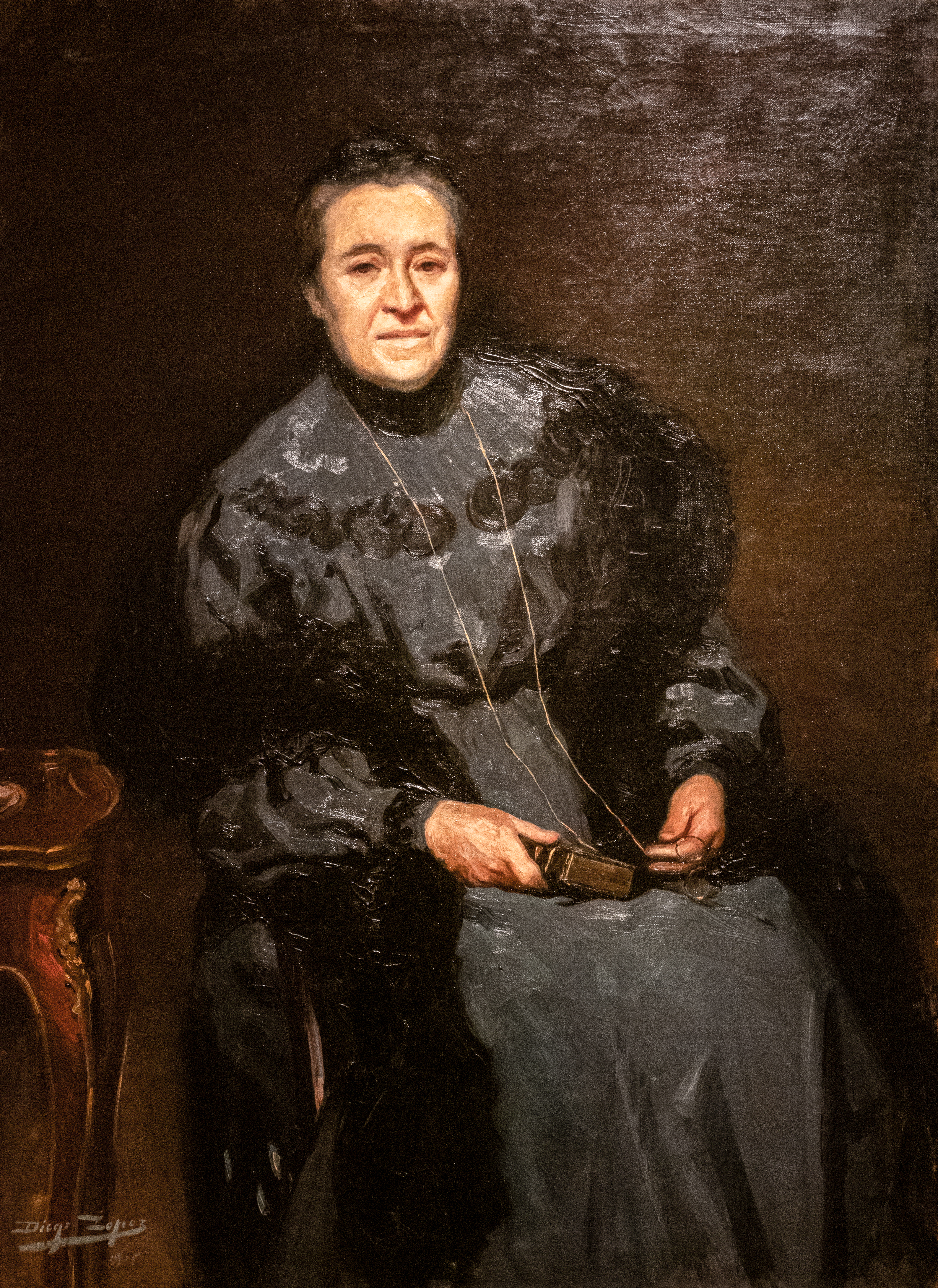
Retrato de mi madre (1905), pieza expuesta en la Sala de la Colección Permanente del Museo de Huelva

Su obra incluye pinceladas gruesas y sueltas, lo que es propio del impresionismo. El costumbrismo, el romanticismo y el historicismo influyeron en su obra, aunque no llegaron a determinarla por completo. Su obra suele ser de gran colorismo. En su obra abundan los paisajes y los bodegones.
Muchas de sus obras están en colecciones particulares. El Museo de Bellas Artes de Sevilla conserva algunas obras suyas, entre las que pueden destacarse: Sevillana en su patio (1918), retrato de una mujer tumbada en un patio; En los bajos fondos (1918), retrato de una mujer andaluza de clase baja; y Bodegón con jarro cerámico (década de 1920). Otras de sus reconocidas piezas, de brillantez soberbia y genialidad estética, se encuentran expuestas en el Museo de Huelva. La obra Retrato de mi madre (1905), pieza presentada la a Exposición Nacional de Madrid en 1906, comparte panel en la Sala de la Colección Permanente del Museo junto al Retrato del pintor Juan Villegas Cordero (1896). Ambas piezas, provienen del Museo de Bellas Artes de Sevilla, cedidas a la entidad onubense en 1973.